# Don Johnson
Donnie Wayne Johnson (ismert művésznevén Don Johnson) (Flat Creek, Missouri, 1949. december 15. –) Golden Globe-díjas amerikai színész, énekes, rendező és producer.

## Színészi pályafutása

### Kezdeti évek
Egyetemi tanulmányait a Kansasi Egyetemen végezte el, illetve a San Franciscó-i American Conservatory Theater intézményben tanult drámát. Első színészi főszerepét 1969-ben, a Fortune and Men's Eyes című színdarabban kapta. Ennek köszönhetően főszereplőként szerepelhetett az 1970-es, The Magic Garden of Stanley Sweetheart című, kevésbé emlékezetes filmben. A film kritikai bukása Johnson karrierjére is negatív hatással volt. Ezután további színpadi, filmes és televíziós munkákat vállalt, de a nagy áttörés még váratott magára.
Az 1970-es években olyan, pénzügyileg és/vagy kritikailag nem túl sikeres filmekben tűnt még fel, mint a Zachariah (1971), a The Harrad Experiment (1973), a Lollipop and Roses (1974) és A fiú és a kutyája (1975) – utóbbival Szaturnusz-díjat nyert legjobb férfi főszereplő kategóriában. 1976-ban Johnson a színész Sal Mineo szobatársa volt, akit ugyanebben az évben kaliforniai lakásuk előtt gyilkoltak meg.

### Miami Vice és Nash Bridges
A sikertelen tévéfilmekben és televíziós sorozattá nem alakuló próbaepizódokban szereplő Johnsonnak 1984-ig várnia kellett az igazi hírnévre. 1984 és 1989 között Sonny Crockett beépített nyomozó főszerepét játszotta az 1980-as években népszerű, Miami Vice című zsarusorozatban. Filmbeli partnerét Philip Michael Thomas alakította. Johnson a sorozattal két Golden Globe-jelölést szerzett legjobb férfi főszereplő (drámasorozat) kategóriában, ebből egyet meg is nyert. Egy további Primetime Emmy-díjra is jelölték, hasonló kategóriában.
1996 és 2001 között a Nash Bridges – Trükkös hekus című, szintén rendőrségi témájú drámasorozat címszerepét osztották rá. Több filmben is szerepelt, de egyikkel sem lett olyan sikeres, mint sorozatszerepeivel. 
2019-től a Watchmen című sorozatban szerepelt.

## Magánélete

### Párkapcsolatai és családja
Johnsonnak öt házasságából összesen négy felesége volt, három házassága rövid ideig tartott. Első két házasságát napok múlva érvénytelenítették, feleségeinek neveit nem hozták nyilvánosságra. Az 1970-es évek elején Johnson Pamela Des Barres groupie-val élt együtt, majd 1972-ben a The Harrad Experiment forgatása során ismerte meg filmbeli színésztársa, Tippi Hedren akkor tizennégy éves lányát, Melanie Griffith-et. Egy évvel később összeköltöztek és Griffith tizennyolcadik születésnapján eljegyezték egymást. 1976 januárjában házasodtak össze, de júliusban már el is váltak. 1989-ben ismét összeházasodtak és ezúttal hét évig, 1996-ig tartott a frigy. Házasságukból született meg 1989. október 4-én a későbbi színésznő, Dakota Johnson.
1999 óta Kelley Phleger a felesége, három gyermekük született.

## Filmográfia

### Film
| Év   | Magyar cím                                  | Eredeti cím                            | Szerep                                       | Magyar hang      |
| ---- | ------------------------------------------- | -------------------------------------- | -------------------------------------------- | ---------------- |
| 1970 |                                             | The Magic Garden of Stanley Sweetheart | Stanley Sweetheart                           |                  |
| 1971 |                                             | Zachariah                              | Matthew                                      |                  |
| 1971 |                                             | Lollipops and Roses                    | Frank                                        |                  |
| 1973 |                                             | The Harrad Experiment                  | Stanley Cole                                 |                  |
| 1975 | A fiú és a kutyája                          | A Boy and His Dog                      | Vic                                          | Epres Attila     |
| 1975 | Visszatérés Macon megyébe                   | Return to Macon County                 | Harley McKay                                 |                  |
| 1975 |                                             | Lollipops and Roses at Burong Talangka | Franky                                       |                  |
| 1978 |                                             | Lupin the 3rd: The Mistery of Mamo     | tudós (stáblistán nem szerepel)              |                  |
| 1981 | A hattyúk tava                              | Swan Lake                              | Benno (angol hangja)                         |                  |
| 1981 |                                             | Soggy Bottom, U.S.A.                   | Jacob Gorch                                  |                  |
| 1982 |                                             | Melanie                                | Carl                                         |                  |
| 1982 | Aladdin és a csodalámpa                     | Aladdin and the Wonderful Lamp         | Wazir's Son (angol hangja)                   |                  |
| 1985 |                                             | Cease Fire                             | Tim Murphy                                   |                  |
| 1987 | G.I. Joe                                    | G.I. Joe: The Movie                    | Vincent R. Falcone / Sólyom hadnagy (hangja) | Felföldi László  |
| 1987 | G.I. Joe                                    | G.I. Joe: The Movie                    | Vincent R. Falcone / Sólyom hadnagy (hangja) | Holl Nándor      |
| 1988 | Amerikai négyes                             | Sweet Hearts Dance                     | Wiley Boon                                   | Barbinek Péter   |
| 1989 | Nincs irgalom                               | Dead Bang                              | Jerry Beck                                   | Csankó Zoltán    |
| 1989 | Nincs irgalom                               | Dead Bang                              | Jerry Beck                                   | Kőszegi Ákos     |
| 1990 | Forró nyomon                                | The Hot Spot                           | Harry Madox                                  | Csankó Zoltán    |
| 1990 | Forró nyomon                                | The Hot Spot                           | Harry Madox                                  | Dányi Krisztián  |
| 1991 | Harley Davidson és a Marlboro Man           | Harley Davidson and the Marlboro Man   | Robert Anderson / Marlboro Man               | Dörner György    |
| 1991 | Harley Davidson és a Marlboro Man           | Harley Davidson and the Marlboro Man   | Robert Anderson / Marlboro Man               | Jakab Csaba      |
| 1991 | Földi paradicsom                            | Paradise                               | Ben Reed                                     | Mácsai Pál       |
| 1993 | Most jövök a falvédőről                     | Born Yesterday                         | Paul Verrall                                 | Epres Attila     |
| 1993 | Bűnben égve                                 | Guilty as Sin                          | David Edgar Greenhill                        | Rékasi Károly    |
| 1996 | Fejjel a falnak                             | Tin Cup                                | David Simms                                  | Jakab Csaba      |
| 1998 | Hazugságok labirintusa                      | Goodbye Lover                          | Ben Dunmore                                  | Jakab Csaba      |
| 2007 | Pónikaland                                  | Moondance Alexander                    | Dante Longpre                                | Vass Gábor       |
| 2008 |                                             | Bastardi                               | Sante Patene                                 |                  |
| 2008 |                                             | Lange Flate Ballær 2                   | Burnett admirális                            |                  |
| 2008 |                                             | Torno a vivere da solo                 | Nico                                         |                  |
| 2010 | Minden kút Rómába vezet                     | When in Rome                           | Mr. Martin (stáblistán nem szerepel)         |                  |
| 2010 | Machete                                     | Machete                                | Von Jackson hadnagy                          | Vass Gábor       |
| 2011 |                                             | Four Loko Vineyards (online rövidfilm) | Mr. Four Loko                                |                  |
| 2011 | Egy régi jó tivornya                        | A Good Old Fashioned Orgy              | Jerry Keppler (stáblistán nem szerepel)      | Sörös Sándor     |
| 2011 | Bucky Larson: Született filmcsillag         | Bucky Larson: Born to Be a Star        | Miles Deep                                   | Kőszegi Ákos     |
| 2012 | Django elszabadul                           | Django Unchained                       | Spencer "Big Daddy" Bennett                  | Gáspár Sándor    |
| 2014 | Rideg világ                                 | Cold in July                           | Jim Bob Luke                                 | Vass Gábor       |
| 2014 | A csajok bosszúja                           | The Other Woman                        | Frank Whitten                                | Sörös Sándor     |
| 2014 | A venice-i móló                             | Alex of Venice                         | Roger                                        | Mihályi Győző    |
| 2017 | Bosszú szeretetből                          | Vengeance: A Love Story                | Jay Kirkpatrick                              | Jakab Csaba      |
| 2017 | Büntető ököl                                | Brawl in Cell Block 99                 | Tuggs börtönigazgató                         | Gáspár Sándor    |
| 2018 | Könyvklub – avagy az alkony ötven árnyalata | Book Club                              | Arthur                                       | Gáspár Sándor    |
| 2018 | Kegyetlen zsaruk                            | Dragged Across Concrete                | Calvert hadnagy                              | Barbinek Péter   |
| 2019 |                                             | Vault                                  | Gerry                                        |                  |
| 2019 | Tőrbe ejtve                                 | Knives Out                             | Richard Drysdale                             | Jakab Csaba      |
| 2022 | Magas fokon                                 | High Heat                              | Ray                                          | Ujréti László    |
| 2023 | Kegyes kis hazugság                         | A Little White Lie                     | T. Wasserman                                 | Mihályi Győző    |
| 2023 | Könyvklub: A következő fejezet              | Book Club: The Next Chapter            | Arthur                                       | Gáspár Sándor    |
| 2023 |                                             | The Collective                         | Liam                                         |                  |
| 2024 | Rebel Ridge                                 | Rebel Ridge                            | Sandy Brunne seriff                          | Kőszegi Ákos     |
| 2024 | 234-es egység                               | Unit 234                               | Jules                                        | Berzsenyi Zoltán |

### Televízió

#### Tévéfilm
| Év   | Magyar cím               | Eredeti cím                              | Szerep                 | Megjegyzések                                                     |
| ---- | ------------------------ | ---------------------------------------- | ---------------------- | ---------------------------------------------------------------- |
| 1976 |                          | Law to the Land                          | Quirt                  |                                                                  |
| 1977 |                          | The City                                 | Brian Scott őrmester   |                                                                  |
| 1977 |                          | Cover Girls                              | Johnny Wilson          |                                                                  |
| 1978 |                          | Ski Lift to Death                        | Mike Sloan             |                                                                  |
| 1978 |                          | The Two-Five                             | Charlie Morgan         |                                                                  |
| 1978 |                          | Katie: Portait of a Centerfold           | Gunther                |                                                                  |
| 1978 | Először megtanulsz sírni | First, You Cry                           | Daniel Easton          |                                                                  |
| 1979 |                          | The Rebels                               | Judson Fletcher        |                                                                  |
| 1979 |                          | Amateur Night at the Dixie Bar and Grill | Cowboy                 |                                                                  |
| 1980 |                          | Revenge of the Stepford Wives            | Andy Brady rendőrtiszt |                                                                  |
| 1981 |                          | Elvis and the Beauty Queen               | Elvis Presley          |                                                                  |
| 1981 |                          | The Two Lives of Carol Letner            | Bob Howard             |                                                                  |
| 1983 |                          | Six Pack                                 | Brewster Baker         |                                                                  |
| 1985 | Hosszú, forró nyár       | The Long Hot Summer                      | Ben Quick              |                                                                  |
| 1995 | Lovasbecsület            | In Pursuit of Honor                      | John Libbey őrmester   | A Lovasság becsülete címen is ismert magyar hangja Dörner György |
| 2003 | Becsületszó              | Word of Honor                            | Benjamin Tyson         | vezető koproducer                                                |
| 2018 |                          | Daddy Issues                             | Roman                  |                                                                  |
| 2021 | Nash Bridges             | Nash Bridges                             | Nash Bridges           |                                                                  |

#### Sorozat
| Év        | Magyar cím                   | Eredeti cím                               | Szerep                         | Megjegyzések                                                                                        |
| --------- | ---------------------------- | ----------------------------------------- | ------------------------------ | --------------------------------------------------------------------------------------------------- |
| 1971      |                              | Sarge                                     | Deloy Coopersmith              | 1 epizód                                                                                            |
| 1972      |                              | The Bold Ones: The New Doctors            | Ev Howard                      | 1 epizód                                                                                            |
| 1972      |                              | Young Dr. Kildare                         | Ted Thatcher                   | 1 epizód                                                                                            |
| 1973      |                              | Kung Fu                                   | Nashebo                        | 1 epizód                                                                                            |
| 1974      |                              | The Rookies                               | Al Devering                    | 1 epizód                                                                                            |
| 1976      | San Francisco utcáin         | The Streets of San Francisco              | Larry Wilson rendőrtiszt       | 1 epizód                                                                                            |
| 1976      |                              | Barnaby Jones                             | Wayne Lockwood                 | 1 epizód                                                                                            |
| 1977      |                              | Nashville 99                              | Mike Walting                   | 1 epizód                                                                                            |
| 1977      |                              | Big Hawaii                                | Gandy                          | 1 epizód                                                                                            |
| 1977      |                              | Eight is Enough                           | Doug                           | 1 epizód                                                                                            |
| 1977      |                              | Police Story                              | Lee Morgan                     | 1 epizód                                                                                            |
| 1978      |                              | What Really Happened to the Class of ‘65? | Edgar                          | 1 epizód                                                                                            |
| 1979      |                              | The Rebels                                | Judson Fletcher                | minisorozat (2 epizód)                                                                              |
| 1980      |                              | Beulah Land                               | Bonard Davis                   | minisorozat (3 epizód)                                                                              |
| 1984–1989 | Miami Vice                   | Miami Vice                                | James „Sonny” Crockett nyomozó | - főszereplő (111 epizód) - rendező (4 epizód) - magyar hangja: - Szakácsi Sándor - Selmeczi Roland |
| 1988–2015 | Saturday Night Live          | Saturday Night Live                       | önmaga                         | 2 epizód                                                                                            |
| 1996–2001 | Nash Bridges – Trükkös hekus | Nash Bridges                              | Nash Bridges                   | - főszereplő (122 epizód) - vezető producer                                                         |
| 2005–2006 |                              | Just Legal                                | Grant H. Cooper                | főszereplő (8 epizód)                                                                               |
| 2010      | Amerikai fater               | American Dad!                             | Mr. McCormick (hangja)         | 1 epizód                                                                                            |
| 2010–2012 | Egyszer fent, ...inkább lent | Eastbound & Down                          | Eduardo Sanchez Powers         | 5 epizód                                                                                            |
| 2014–2015 | Alkonyattól pirkadatig       | From Dusk till Dawn: The Series           | Earl McGraw seriff             | 7 epizód                                                                                            |
| 2015      |                              | Blood & Oil                               | Hap Briggs                     | 10 epizód                                                                                           |
| 2017      |                              | Sick Note                                 | Kenny West                     | 6 epizód                                                                                            |
| 2017      | A balszerencse áradása       | A Series of Unfortunate Events            | Sir                            | 2 epizód                                                                                            |
| 2018      | LA to Vegas – A jackpotjárat | LA to Vegas                               | Jack Silver                    | 1 epizód                                                                                            |
| 2019      | Watchmen                     | Watchmen                                  | Judd Crawford rendőrfőnök      | 4 epizód                                                                                            |
| 2020      |                              | Home Movie: The Princess Bride            | Humperdinck herceg             | minisorozat (1 epizód)                                                                              |
| 2021–2022 |                              | Kenan                                     | Rick Noble                     | főszereplő (20 epizód)                                                                              |
| 2024–     |                              | Doctor Odyssey                            | Robert Massey százados         | főszereplő                                                                                          |

## Diszkográfia

### Stúdióalbumok
- Heartbeat (1986)
- Let It Roll (1989)
- The Essential (válogatásalbum, 1997)

### Kislemezek
- Heartbeat (1986)
- Heartache Away (1986)
- Voice on a Hotline (1987)
- Till I Loved You közr. Barbra Streisand (1988)
- Tell It Like It Is (1989)
- Other People's Lives (1989)
- A Better Place közr. Yuri (1989)

## Díjai
- Szaturnusz-díj a legjobb férfi főszereplőnek (1975) A Boy and His Dog
- Golden Globe-díj (1986) Miami Vice